# 石梁乡 (松桃县)
石梁乡，是中华人民共和国贵州省铜仁市松桃苗族自治县下辖的一个乡镇级行政单位。

## 行政区划
石梁乡下辖以下地区：
石梁村、胜利村、大河村、两岔河村、白鸟村、凯梭村、红石村、简家沟村和革善村。